# دارين موراي (لاعب كريكت)
دارين موراي (4 سبتمبر 1967 بكرايستشرش في نيوزيلندا - ) (بالإنجليزية: Darrin Murray)‏ هو لاعب كريكت نيوزلندي. شارك مع منتخب نيوزيلندا الوطني للكريكت.

## وصلات خارجية
- دارين موراي على موقع إي آس بي آن كريك إنفو (الإنجليزية)